# Paolo Baruchelli
Paolo Baruchelli (Brescia, 1810 – Brescia, 19 luglio 1872) è stato un avvocato, patriota e politico italiano, sindaco facente funzione di Brescia dal 1862 al 1863.

## Biografia
Da giovane frequentò il Ginnasio di Brescia ed ebbe come insegnanti Cesare Arici ed Antonio Bianchi. Si laureò in Giurisprudenza a Padova e divenne avvocato presso il tribunale di Brescia.
Nell'agosto 1848 entrò a far parte del comitato speciale di Pubblica sicurezza del governo provvisorio bresciano. L'anno dopo, durante le Dieci giornate, fece parte dell'ambasceria che incontrò l'Haynau dopo che questi, con un proclama, aveva intimato la resa senza condizioni degli insorti. Secondo lo storico Odorici, fu proprio Baruchelli ad interloquire con il comandante austriaco e a dichiarare, ignorando che a Novara l'esercito piemontese fosse stato sconfitto, che il popolo bresciano non si sarebbe arreso.
Nel 1857 fu tra i promotori dell'esposizione industriale che nel mese di agosto si tenne a Brescia, nella Crocera di San Luca.
Nel 1860 fu eletto consigliere comunale e poi assessore. Con le dimissioni del sindaco Valotti, avvenute dopo le elezioni comunali parziali del 20 luglio 1862, Baruchelli venne investito del ruolo di sindaco facente funzione e venne confermato in giunta durante la seduta consiliare del 4 dicembre. Il mese seguente si fece sostituire da Giovan Battista Formentini che resse la giunta fino alla nomina regia del nuovo sindaco, Gaetano Facchi.
Fu Presidente dell'Ateneo di Brescia dal 1866 al 1869. Vicino agli ambienti dell'istruzione, promosse la scolarizzazione popolare: fu membro del Gabinetto di lettura, della Società degli amici dell'istruzione popolare, della Commissione municipale conservatrice dei patrii monumenti, di cui fu anche fondatore, e del Consiglio scolastico provinciale; presiedette anche la Società Internazionale neo-latina, vicina agli ambienti massonici.
Morì a Brescia il 19 luglio 1872.